# Hussein Bey ben Salah
Hussein Bey ben Salah (en arabe: حسين باي بن صالح باي), fils de Salah Bey et d'une algérienne, est un bey de Constantine qui règne en 1806 (1221 de l'Hégire) pendant six mois.

## Biographie
Nommé bey de la province de Constantine, Hussein Bey doit préparer ses troupes pour repousser les troupes tunisiennes commandées par Hamouda-Pacha. Pensant être soutenu par les troupes du dey d'Alger Ahmed II, occupées à mater la révolte kabyle de la tribu des Flissas qui refusaient de payer la gherama (indemnité collective). Hussein Bey doit combattre seul et après un combat inégal entre les deux belligérants, le bey de Constantine se réfugie avec ses hommes, sur Djemila.
Ahmed II réunit ses troupes et porte secours au bey. La bataille se déroule dans la vallée de Bou-Merzoug aux environs de Constantine, mais devant la supériorité des troupes algériennes aidées par les kabyles de Flissa, Hamouda-Pacha surpris, se retire jusqu'à la frontière tunisienne.
Hussein Bey accompagné de ses cavaliers, pour se venger de sa défaite, se rend à la rencontre des troupes de Hammouda Pacha, dans l'Ouad-Serate au sud du Kef (Tunisie). Cette expédition se termine par une déroute du bey de Constantine. Pour cette cuisante défaite, il sera  étranglé.